# Lac Mulwala
 (août 2016).
Si vous disposez d'ouvrages ou d'articles de référence ou si vous connaissez des sites web de qualité traitant du thème abordé ici, merci de compléter l'article en donnant les références utiles à sa vérifiabilité et en les liant à la section « Notes et références ».
Le lac Mulwala est un lac artificiel créé en 1939 par la construction d'un barrage sur le fleuve Murray entre Yarrawonga au Victoria et Mulwala en Nouvelle-Galles du Sud pour pouvoir irriguer les régions environnantes. On peut traverser le Murray pour relier les deux villes soit en passant sur le barrage, soit sur un pont traversant le lac. Une fois plein, le lac a sa surface à 124,9 mètres au-dessus du niveau de la mer. Le barrage est à 1 992 kilomètres en amont de l'embouchure du Murray. 

## Présentation
La construction du pont routier qui traverse le lac a été faite avant que le lac ne soit mis en service et a débuté en 1917 pour être achevée en 1924. Le pont a remplacé un ancien pont en bois construit entre 1889 et 1891. La construction du pont a été lancée aux deux extrémités par chacun des deux États sans qu'ils aient au préalable coordonner leurs efforts. Ces approximations ont provoqué un dénivelé et un virage en plein centre du pont lors du raccordement des deux extrémités. 
Le barrage de Yarrawonga est le plus en aval des barrages sur le Murray qui ne dispose pas d'une écluse.  
Le lac Mulwala est réputé pour la pêche de la morue de Murray et est l'un des rares endroits où ce poisson est encore assez commun.